# Angalifu
Angalifu (1970, Shambe, Súdán – 14. prosince 2014, San Diego, Kalifornie, USA) byl samec severního bílého nosorožce, který byl v době své smrti jedním z posledních dvou samců svého druhu na světě.
Byl odchycen v Súdánu v roce 1970 a nový domov našel v ZOO Chartúm. V roce 1990 se přestěhoval do Ameriky, kde žil v ZOO San Diego v Kalifornii spolu se samicí Nolou až do své smrti v důsledku vysokého věku. Měl zde výběh o velikosti 213 akrů, který svým charakterem připomínal africkou savanu.